# Premiul Ditmar
Premiul Ditmar (în engleză Ditmar Award) a fost acordat anual din 1969 la Convenția Națională Australiană de Științifico-fantastic  (Australian National Science Fiction Convention) sau Natcon pentru a recunoaște realizările în  ficțiunea speculativă australiană (științifico-fantastic, horror și fantasy) și realizările fandomului științifico-fantastic. Premiul este similar cu premiul Hugo, dar la scară națională și nu internațională.
Premiile sunt numite Martin James Ditmar „Dick” Jenssen, un fan și artist australian, care a susținut financiar premiile la începutul lor.
Normele actuale de atribuire (care au fost specificate timp de mai mulți ani doar în „Constituția Jack Herman” minimalistă) au fost elaborate în 2000 și 2001 ca urmare a controverselor rezultate din retragerea lucrărilor mai multor scriitori proeminenți pentru eligibilitate și regulile sunt supuse revizuirii „ședinței de afaceri” a Natcon.

## Proces
Lucrările și persoanele eligibile pentru premiu sunt nominalizate pentru prima dată de „persoane fizice active în fandom, sau de membrii cu drepturi depline sau de sprijin ai convenției naționale în anul acordării”. Nominalizările sunt realizate printr-un buletin de vot (în prezent de un sub-comitet format în principal din membrii comitetului permanent, aleși în ședința de afaceri a Convenției SF Naționale), care este distribuit membrilor convenției și celei din anul precedent, pentru vot, care poate continua în perioada convenției la discreția comisiei.
În 2000, premiile au fost anulate și reluate, rezultând două seturi de nominalizări în acel an.
Al doilea set de nominalizări pentru anul 2000 a inclus Teranesia de Greg Egan ca finalist al Premiului Ditmar pentru cel mai bun roman, în ciuda faptului că Egan a încercat să refuze nominalizarea operei sale. S-a stabilit că un autor poate refuza un premiu, dar nu o nominalizare. În consecință, romanul lui Egan a rămas la vot și i s-a permis să câștige premiul, pe care apoi l-a refuzat. Egan a încercat anterior să-și retragă toate lucrările „în viitorul nedeterminat” din luarea în considerare a Premiilor Ditmar, pentru a-și da o mai mare libertate de a-și exprima opiniile cu privire la procesul de premiere.)
Finaliștilor li se oferă un certificat A4 care le onorează realizarea, iar câștigătorilor li se oferă câte un trofeu standard.
În 1991, trofeele au fost prezentate de două ori, trofeele originale fiind sub formă unor broaște umplute cu trestie.

## Categorii
Premii curente oferite sunt:
- Cel mai bun roman
- Cea mai bună nuvelă sau nuveletă
- Cea mai bună povestire
- Cea mai bună lucrare colectată
- Cea mai bună lucrare de artă
- Cel mai bun scriitor fan
- Cel mai bun artist fan
- Cea mai bună publicație a fanilor în orice mediu
- Premiul William Atheling Jr. pentru critică sau recenzie
- Cel mai bun talent nou

Regulile actuale permit fuziunea categoriilor pentru cea mai bună nuvelă sau nuveletă și cea mai bună povestire într-o singură categorie pentru cea mai bună ficțiune scurtă.

## Rezultate
Cu text aldin sunt prezentați câștigătorii, restul sunt nominalizările.

### 1969: A 8-a Convenție SF Australiană, Melbourne
Cea mai bună lucrare australiană SF de orice lungime sau colecție
- Pacific Book Of Australian SF, John Baxter
- False Fatherland, A. Bertram Chandler
- "Final Flower", Stephen Cook

Cea mai bună lucrare internațională  SF de orice lungime sau colecție
- An Age, Brian Aldiss
- Camp Concentration, Thomas M. Disch
- The Ring of Ritornel, Charles Harness

Cel mai bun scriitor contemporan de SF
- Brian Aldiss
- R.A. Lafferty
- Samuel R. Delany
- Roger Zelazny

Cel mai bun fanzin australian sau altă publicație a fanilor
- Australian Science Fiction Review, John Bangsund
- The Mentor, Ronald L Clarke
- Rataplan, Leigh Edmonds

### 1970: A 9-a Convenție SF Australiană, Melbourne
Cea mai bună lucrare australiană SF
- "Dancing Gerontius", Lee Harding
- "Anchor Man", Jack Wodhams
- "Split Personality", Jack Wodhams
- "The Kinsolving's Planet Irregulars", A. Bertram Chandler

Cea mai bună publicație internațională
- Amazing Stories
- Vision of Tomorrow

Cea mai bună ficțiune  internațională
- The Left Hand of Darkness (Mâna stângă a întunericului), Ursula K. Le Guin
- Cosmicomics, Italo Calvino

Cel mai bun fanzin australian
- S.F. Commentary, Bruce Gillespie
- The Journal of Omphalistic Epistemology, John Foyster

## Legături externe
- Locus Index to SF Awards listing
- current official Ditmar rules Arhivat în 27 februarie 2020, la Wayback Machine.
- Science Fiction Awards Watch Arhivat în 10 august 2010, la Wayback Machine. listing
- Overview of Ditmar Award page at ISFDB

## Vezi și
- 1969 în științifico-fantastic